# 吉次公介
吉次 公介（よしつぐ こうすけ、1972年 - ）は、日本の政治学者。立命館大学法学部教授、専門は日本政治外交史。

## 経歴
1972年長崎県生まれ。1995年、立教大学文学部卒業。2000年、同大学院政治研究科博士課程満期取得退学。2007年に立教大学から博士（政治学）。沖縄国際大学法学部講師、助教授（2007年より准教授）、教授を経て2013年4月より立命館大学に移る。2018年現在は立命館大学法学部教授を務めている。

## 研究

### 日本の核製造能力に関する機密報告書の発見
2004年、アメリカ政府の軍備管理軍縮局が1965年6月に作成した、日本は70年代初頭に年間で最大30個の核を製造する能力を持ち、75年頃までには核搭載の弾道ミサイルも100基製造できる能力があると記された機密報告書を入手して公開した。

### 昭和天皇の親米的発言を示した公文書の発見
2005年6月、中北浩爾との共同研究において、1953年から72年にかけて昭和天皇が日米の外交官や米軍幹部に対し、米軍の日本駐留継続を希望し米国の日本への援助に謝意を表明するなど親米的な発言をしていたことが記された公文書6点をアメリカ国立公文書記録管理局で入手した。

## 著書

### 単著
- 『日米安保体制史』岩波新書、2018年。ISBN 978-4004317418。
- 『日米同盟はいかに作られたか : 「安保体制」の転換点 : 1951-1964』講談社選書メチエ、2011年。ISBN 9784062585125。
- 『池田政権期の日本外交と冷戦 : 戦後日本外交の座標軸1960-1964』岩波書店、2009年。ISBN 9784000221702。

### 共著
- 『危機の時代と「知」の挑戦(下)』論創社、2018年。ISBN 978-4846017095。
- 『アメリカ外交の分析─歴史的展開と現状分析─』大学教育出版、2008年。ISBN 978-4887308329。